# Tom Souville
Tom Souville (* 24. Februar 1777 in Calais; † 31. Dezember 1839 ebenda) war ein französischer Freibeuter  und Freimaurer. 

## Leben
Tom Souville, in England als „Käpt’n Tom“ bekannt, wurde 1777 als Sohn eines Arztes geboren. Er ging in Dover zur Schule, fuhr aber bereits im Alter von 11 Jahren als Schiffsjunge zur See. Er diente auf einem Kriegsschiff, wurde dreimal verwundet und geriet in Gefangenschaft. Bereits im Alter von 18 Jahren wurde er zum Fähnrich befördert.
Souville beantragte den königlichen Kaperbrief. Wegen seiner jungen Jahre musste er aber zuerst noch unter einem anderen Kapitän dienen, bevor er selbst als Kapitän und Freibeuter für seine Stadt Calais kapern durfte. Er verhalf der Stadt mit seinen Raubzügen zu bedeutenden finanziellen Gewinnen. Allein zwischen 1811 und 1815 brachte er der Stadt Calais mehr als 5 Millionen Francs ein. Und das allein durch seine Aktivitäten seit 1793, im Ärmelkanal und den Häfen in der Nordsee.
Tom Souville starb am 31. Dezember 1839. Sein Grab befindet sich auf dem Nordfriedhof in Calais.

## Würdigungen
- Das Denkmal in Calais zu seinen Ehren wurde vom Verein der Freunde von Tom Souville am 22. Juni 2019 aufgestellt bzw. enthüllt.
- Die nautische Basis in Sangatte trägt den Namen von Tom Souville.[1]